# Les Trois Lacs (Les Sources)
Pour les articles homonymes, voir Les Trois Lacs, Trois Lacs, Trois-Lacs et Pays des Trois-Lacs.
Les Trois Lacs est un plan d'eau canadien partagé entre Val-des-Sources et Wotton dans Les Sources, en Estrie, ainsi que Saint-Rémi-de-Tingwick et Tingwick en Arthabaska, dans le Centre-du-Québec. Le plan d'eau, divisé en trois unités par des pointes et des baies, est situé sur le cours de la rivière Nicolet Sud-Ouest.

## Géographie

### Caractéristiques
Les Trois Lacs ont une superficie 249 hectares, longs de 4,66 km et larges de 0,8 km, bordés par 12,55 km de rives. Agissant comme bassin de sédimentation pour la rivière Nicolet Sud-Ouest, ils ont connu une diminution de leur volume depuis 1949. En 2004, la profondeur moyenne est de 2,2 mètres. De 1975 à 2004, la perte estimée de profondeur moyenne est de 20%.

### Hydrographie
Les Trois Lacs sont alimentés à 88 % par la rivière Nicolet Sud-Ouest, tandis que d'autres petites rivières et ruisseaux viennent s'y déverser autour de ses rives : le Deuxième Ruisseau, le ruisseau Monfette, le ruisseau à la Truite et le cours d'eau Boutin. Le débit médian à l'exutoire varie entre 2,8 et 32,3 m³/s selon les périodes de l'année. 
Les Trois Lacs drainent un bassin versant de 510 km2, couvrant les municipalités de Val-des-Sources, Saint-Rémi-de-Tingwick et Tingwick, qui bordent le plan d'eau, mais aussi Saint-Adrien, Ham-Sud, Weedon, Dudswell, Saint-Camille, Saint-Georges-de-Windsor, Wotton et Danville. Les deux tiers du bassin versant sont occupés par la forêt; l'agriculture occupe 30 % et les vocations urbaines, environ 3 %.
La qualité de l'eau est faible, avec des concentrations élevées de phosphore. Ces concentrations, de même que celles d'autres composés chimiques dans l'eau des lacs, indiquent qu'ils sont en processus avancé d'eutrophisation, accéléré par les activités d'origine anthropiques : le drainage, l’urbanisation, les pratiques agricoles et le déboisement.

## Histoire
Le plan d'eau apparaît sur une carte de Joseph Bouchette en 1831 sous le nom de lac Richmond (« Richmond Lake »). Le nom évolue par la suite vers des formes qui rendent compte de sa topographie tripartite, soit Three Lakes (« Trois Lacs »), The Three (« Les Trois ») et Three Sisters (« Trois Sœurs »). Le toponyme « Les Trois Lacs » est officialisé par le gouvernement du Québec le 12 décembre 1968.

## Lien extérieur
- « Bassin versant des Trois-lacs - L'Association des Résidants des Trois-Lacs », sur L'Association des Résidants des Trois-Lacs (consulté le 9 septembre 2020)
- Cible Solutions d'Affaires, « Lac Trois-Lacs, protection », sur asbestos.qc.ca via Wikiwix (consulté le 28 février 2024)